# Anna Kouprianova
Pour les articles homonymes, voir Ivanova.
Anna Kouprianova (en russe : Анна Куприянова) (née Ivanova le 20 novembre 1987) est une joueuse de volley-ball russe. Elle mesure 1,91 m et joue au poste de centrale.

## Clubs
| Club                | De        | À         |
| ------------------- | --------- | --------- |
| Toulitsa Toula      | 2006-2007 | 2007-2008 |
| Fakel Novy Ourengoï | 2008-2009 | 2009-2010 |
| Leningradka         | 2010-2011 | 2011-2012 |
| Oufimotchka Oufa    | 2012-2013 | 2012-2013 |
| VK Tioumen          | 2013-2014 | 2013-2014 |
| VBC Voléro Zurich   | 2014-2015 | 2014-2015 |
| Proton Balakovo     | 2015-2016 | …         |

## Palmarès
- Coupe de Suisse
  - Vainqueur: 2015.
- Championnat de Suisse
  - Vainqueur : 2015.